# جاغ (مسلسل)
جاغ (بالإنجليزية: JAG)‏ هو مسلسل دراما تم إنتاجه في الولايات المتحدة. بدأ عرضه في سنة 1995. بلغ عدد مواسم المسلسل 10 مواسم، بلغ عدد حلقاته 227 حلقة، وتبلغ مدة الحلقة الواحدة 47 دقيقة. المسلسل من تأليف دونالد بيليساريو، تم بث المسلسل لأول مرة بتاريخ 23 سبتمبر 1995 بينما تم بث آخر حلقة منه بتاريخ 29 أبريل 2005 بعد أن استمر لقرابة 10 أعوام. من بطولة كاثرين بيل وسكوت لورانس.

## روابط خارجية
- جاغ على موقع IMDb (الإنجليزية)
- جاغ على موقع ميتاكريتيك (الإنجليزية)
- جاغ على موقع روتن توميتوز (الإنجليزية)
- جاغ على موقع كينوبويسك (الروسية)
- جاغ على موقع ألو سيني (الفرنسية)
- جاغ على موقع قاعدة بيانات الفيلم (الإنجليزية)